# Hershey Ridge
Hershey Ridge är en bergstopp i Antarktis. Den ligger i Västantarktis. Inget land gör anspråk på området. Toppen på Hershey Ridge är 422 meter över havet.
Terrängen runt Hershey Ridge är platt.  Trakten är obefolkad. Det finns inga samhällen i närheten.